# وانگ سی‌یه
وانگ سی‌یه (انگلیسی: Wang Ciyue؛ زادهٔ ۱۴ نوامبر ۱۹۹۹) ورزشکار شنای موزون اهل چین است.
وی در مسابقات کشوری و بین‌المللی در مجموع برندهٔ ۹ مدال طلا، ۳ مدال نقره شده است.